# Eunectes
Eunectes (także jako Anakonda)  – rodzaj węży z podrodziny boa (Boinae) w rodzinie dusicielowatych (Boidae), zamieszkujących bagna, mokradła i rzeki w gęstych lasach tropikalnych Ameryki Południowej. Węże ziemnowodne.

## Zasięg występowania
Rodzaj obejmuje gatunki występujące w Kolumbii, Wenezueli, na Trynidadzie, w Ekwadorze, Boliwii, Brazylii, Gujanie Francuskiej, Gujanie, Peru, Paragwaju, Urugwaju i Argentynie.

## Charakterystyka i ekologia
Anakonda zielona różni się od boa pyskiem pokrytym tarczkami, a nie łuską. Kolor jest zwykle oliwkowo-brązowy, z dużymi owalnymi plamami w czarnym kolorze ułożonymi w dwóch rzędach wzdłuż grzbietu.
Anakondy żyją przede wszystkim w wodzie (ze względu na masę i ziemnowodny tryb życia bardzo rzadko wchodzą na drzewa), żywiąc się ssakami (m.in. tapiry, dziki, kapibary, jelenie – atakowane przez duże osobniki anakondy zielonej, gryzonie, niekiedy nawet jaguary), gadami (kajmany), rybami i ptakami, polując zazwyczaj w nocy. Jak inne dusiciele są w stanie połknąć ofiarę znacznie szerszą od swojego ciała, co jest możliwe dzięki rozciągnięciu szczęk. Trawienie jest bardzo powolne – po posiłku wąż trawi większą ofiarę przez wiele dni, a potem może pościć przez szereg tygodni lub miesięcy. Zanotowany rekord postu, w przypadku anakondy znajdującej się w niewoli, wynosi 2 lata. Młode żywią się myszami, szczurami, żabami, rybami i ptakami.
Polująca anakonda leży zanurzona w wodzie, wystawiając czubek głowy i czekając na ofiarę, którą dusi swoimi splotami. Ze względu na rozmiary anakonda zielona jest w stanie zabić i połknąć człowieka (szczególnie dziecko), ale przypadki takie są niezwykle rzadkie. Znacznie bardziej prawdopodobne jest bolesne ugryzienie, które można porównać do ugryzienia dużego psa.
Jak wszystkie boa, anakondy są żyworodne – rodzą żywe młode, od 10 do 50 sztuk (stwierdzono jednak mioty liczące 100 młodych) o długości średnio 75 cm i wadze 250 g, które są samodzielne od chwili urodzenia i opuszczają legowisko już po kilku godzinach. Młode anakondy padają ofiarą kajmanów i piranii, wskutek czego przeżywa zwykle nie więcej niż kilka procent osobników. Wąż osiąga dojrzałość płciową w wieku 3–4 lat, a dożywa nawet 30 lat.
Anakondy są znane z kapryśnego usposobienia, zaś ich duże rozmiary i szczególne wymagania czynią je znacznie mniej popularnymi zwierzętami hodowlanymi niż inne gatunki boa. Ze względu na zagrożenie wyginięciem, wiele krajów zabrania handlu anakondami, a niektóre zezwalają jedynie na ograniczoną ilościowo sprzedaż do ogrodów zoologicznych. Głównym zagrożeniem dla anakond jest człowiek, zabijający węże ze strachu, a także zniszczenie środowiska, które ogranicza ich habitat.

## Systematyka

### Etymologia
Eunectes: gr. ευ eu „dobry”; νηκτης nēktēs „pływak”, od νηχω nēkhō „pływać”.

### Podział systematyczny
Do rodzaju należą następujące gatunki: 
- Eunectes murinus – anakonda zielona, zamieszkująca dorzecza Amazonki i Orinoko, która może osiągać do 7 m długości[4], aczkolwiek dominują znacznie mniejsze osobniki, średnio 450–550 cm. Choć większe rozmiary osiąga pyton siatkowy, anakondy są znacznie cięższe i mogą osiągać nawet 250 kg wagi (jest to możliwe dzięki wodnemu środowisku – anakonda potrafi pływać z szybkością 20 km/godz. i trwać w zanurzeniu 20 minut), przy średnicy 30 cm – samice są wyraźnie większe od samców.
- Eunectes notaeus – anakonda żółta, zamieszkująca tereny północnej Argentyny i Paragwaju.
- Eunectes deschauenseei – anakonda ciemna, występująca w Brazylii
- Eunectes beniensis – anakonda boliwijska, znaleziona w Boliwii, opisana w 2002.